# Bernier et Gerri
Bernier et Gerri sont deux chevaliers nobles cités dans la chanson de geste de Raoul de Cambrai. 
Ils seraient partis avec 20 mulets chargés d'or et d'argent en pèlerinage à Saint-Jacques-de-Compostelle, en partant de Paris, puis passant par le Poitou, la Gironde, et les Pyrénées. Arrivés à Saint-Jacques de Compostelle, ils auraient passé la nuit à genoux devant les reliques de Saint Jacques, chacun tenant un cierge allumé. Il leur aurait fallu cinquante jours pour regagner Paris, où ils seraient venus saluer le roi de France.
Gerri aurait tué Bernier au retour.